# Tiffany (álbum)
Tiffany es el álbum de estudio debut y homónimo de la cantante estadounidense Tiffany. Publicado el 15 de septiembre de 1987 a través de la discográfica MCA Records.

## Sencillos
- «Danny»

«Danny» fue el primer sencillo de la cantante para su álbum debut homónimo, el cual no tuvo buena aceptación en listas ni en radios, de hecho, las radios prefirieron pinchar la versión de la cantante del grupo Tommy James & Shondells «I Think We're Alone Now», la cual se lanzó rápidamente como sencillo del álbum, además de ser lanzado también como el leadsingle del álbum, publicado el 7 de julio d 1987
- «I Think We're Alone Now»

Fue lanzado el 7 de julio de 1987 como segundo sencillo del álbum y el leadsingle de éste. La canción ya cobraba fama antes de ser lanzada como sencillo del álbum, ya que cuando Tiffany les entregó «Danny», estos eligieron este sencillo antes que a «Danny». El cual hizo que cobrara mucha fama. La canción consiguió entrar en el número 84 de la lista de éxitos Billboard Hot 100 la semana del 29 de agosto de 1987. En su semana número 8, ya rozaba los primeros 10 puestos, consiguiendo la posición número 11, para ya en su semana número 9 llegar al número 5 y convirtiéndose en el primer top 10 de la cantante en su país (Estados Unidos). Y en su semana número 11 en listas, el sencillo consiguió finalmente el número 1 de la Billboard Hot 100, convirtiéndose en el primer número 1 de la cantante en Estados Unidos. Al «Think We're Alone Now» encabezar la lista al mismo tiempo que el álbum, Tiffany se convirtió en la primera cantante que consigue dicha hazaña, y la única que lo ha conseguido hasta ahora. Internacionalmente,la cantante consiguió entrar en listas como la del Reino Unido, España, Suiza, Alemania o Australia, donde consiguieron también una fama notable con el sencillo, donde consiguió el número uno en el Reino Unido, al número 10 en Suiza o el número 1 en más países como Irlanda, Australia o Sudáfrica.
- «Could've Been»

Could Have Been completamente escrito es el tercer sencillo de la cantante, lanzado el 17 de noviembre de 1987 es la última canción de la cantante en 1987. La canción tuvo mucha expectativa lo que hizo que la canción entrara en el número 86 la semana después de que el sencillo fuera publicado, mientras que en el anterior sencillo tardó un mínimo de 2 semanas en entrar en las listas. El sencillo cobró fama muy temprano, lo que hizo que subiera mucho en sus primeras semanas, en su semana número 4 ya iba por el número 24 en listas, mientras que «I Think We're Alone Now», su segundo sencillo caía al número 7 en la semana del 28 de noviembre de 1987. En su semana número 10, consiguió la posición número 3, al final la canción consiguió el número 1 en el mismo tiempo de semanas que su anterior sencillo, siendo la primera cantante que consigue dicho reto, y una de las dos, visto a que Katy Perry consiguió hacer dicha hazaña en la época de Teenage Dream (2011). El sencillo consiguió permanecer 2 semanas en el número 1, al igual que su primer sencillo, solo que su antecesor estuvo 4 semanas más en lista que éste.
- «I Saw Him Stading Right Here»

Es el cuarto sencillo del álbum, y la primera canción que Tiffany lanza en 1988. La canción tuvo fama media, consiguiendo el número 7 en el Billboard Hot 100, en su novena semana, pero al llegar al número 7, la canción empezó a caer rápidamente en listas, considerándose un éxito estático. La canción consiguió estar 14 semanas en la lista, y fue la primera canción del álbum que solo llega al top 10. La canción consiguió entrar en otros países como en Reino Unido, o Bélgica. Pero no obtuvieron la fama esperada, al no conseguir las diez primeras posiciones.

## Recepción

### Comercial

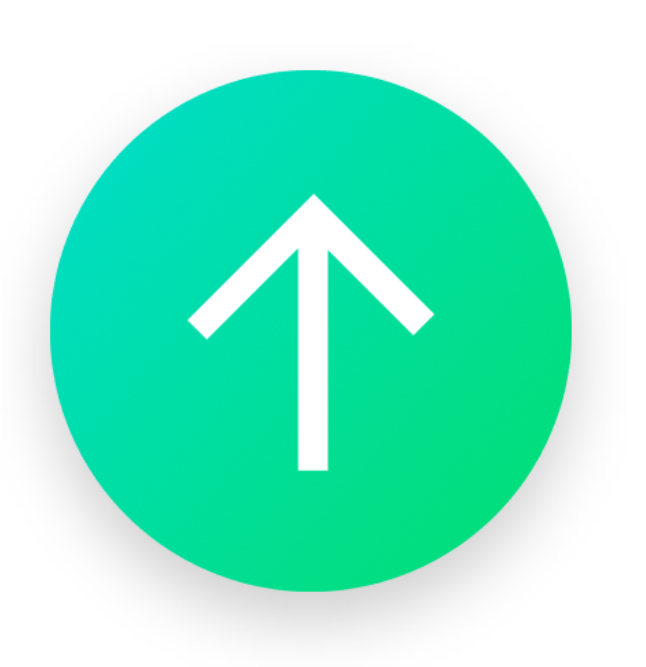
Tiffany consiguió estar 2 semanas en lo alto del Billboard 200, al mismo tiempo que su primer sencillo también llevaba 2 semanas en el número 1

El álbum fue publicado el 15 de septiembre de 1987, y a la siguiente semana, el álbum apareció en el número 130, cosas que en pocas veces ocurren en una cantante debut y más debido a que se desconocía la cantante y sus canciones en dichos momentos. Y según los sencillos se iban lanzando, el álbum iba subiendo de escaños.
Con el éxito que «I Think We're Alone Now» supuso, el álbum obtuvo votos para saltar del 3 al número uno, al mismo tiempo que su sencillo destacado conseguía también liderar la lista de sencillos, siendo Tiffany la primera cantante que consigue posicionar un sencillo número uno y un álbum número uno simultáneamente en las listas del Billboard Hot 100 y el Billboard. Hasta que e 2020 el cantante The Weeknd consiguió posicionar su cuarto álbum de estudio After Hours en el número uno mientras que su éxito «Blinding Lights» encabezaba simultáneamente la lista de sencillos. Siendo Tiffany y The Weeknd los únicos cantantes que han logrado dicha hazaña.

La Recording Industry Association of America (RIAA), certificó a Tiffany como por cuatro multiplatino

El álbum se mantuvo por 2 semanas en lo alto de la lista en Estados Unidos, y en otros países también consiguió el número uno como en Canadá o Nueva Zelanda. En Estados Unidos, la Recording Industry Association of America (RIAA), certificó a Tiffany por 4x💿 multiplatino por ventas de más de 4.000.000 de copias. Siendo el álbum más vendido de la cantante homónima y en países como Reino Unido fue certificado como oro por ventas de 100.000 copias, en Canadá fue certificado como por cinco platino por ventas de medio millón y en Nueva Zelanda fue certificado como Oro por ventas de 15.000 copias El álbum estuvo 79 semanas en listas siendo el álbum de Tiffany que más tiempo ha permanecido en la lista de éxitos.

### Crítica

AllMusic brindo a Tiffany 2,5 Estrellas sobre 5

Tiffany Darwisch se convirtió en la artista femenina más joven (y la única) en lograr que un álbum alcanzara el puesto número uno de Billboard con este debut homónimo. 
Aparte del himno adolescente «I Think We're Alone Now», la lamentable balada de piano "Podía haber estado" (ambos de los cuales llegaron al número uno), y el sencillo de los diez primeros "Lo vi allí de pie", su enfoque es más country-pop que la música con sabor a baile popular en ese momento. Esto beneficia a Tiffany, ya que su voz, más madura que sus años, no transmite el brillo plástico de la mayoría de las estrellas adolescentes. Hay puntos débiles ("Feelings of Forever", "Promises Made"), pero la mayor parte del material es agradable sin ser inmutable. «Kid on a Corner», «Should've Been Me», «Johnny's Got the Inside Moves» y «Danny» son todos inofensivos, melodías de medio tiempo que son algo más que un relleno, pero no son lo suficientemente eficaces como para aguanta si este no es tu tipo de música. 
Aunque este es un buen debut para una joven cantante con una voz en la que crecería, su seguimiento, Hold on A Friend's Hand (1989) se realiza de manera más consistente.

## Lista de canciones
| N.º | Título                          | Duración |  |
| 1.  | «Should've Been Me»             | 3:39     |  |
| 2.  | «Danny»                         | 4:00     |  |
| 3.  | «Spanish Eyes»                  | 3:56     |  |
| 4.  | «Feelings of Forever»           | 3:52     |  |
| 5.  | «Kid On A Corner»               | 4:02     |  |
| 6.  | «I Saw Him Standing Right Here» | 4:12     |  |
| 7.  | «Johnny's Got the Inside Moves» | 3:20     |  |
| 8.  | «Promises Made»                 | 4:50     |  |
| 9.  | «I Think We're Alone Now»       | 3:48     |  |
| 10. | «Could've Been»                 | 3:31     |  |

## Posicionamiento en listas
| País           | Lista                | Mejor posición |
| -------------- | -------------------- | -------------- |
| Estados Unidos | Billboard 200        | 1              |
| Canadá         | Canadian Albums      | 1              |
| Alemania       | Media Control Charts | 37             |
| Países Bajos   | IFPI                 | 48             |
| Nueva Zelanda  | RIANZ                | 1              |
| Suiza          | Sverigetopplistan    | 17             |
| Noruega        | VG-Lista             | 35             |
| Reino Unido    | UK Albums Chart      | 5              |

## Promoción
Tras el lanzamiento de Tiffany, la cantante homónima se embarcó en el Shopping Mall Center Tour el cual iba en los centros comerciales a ofrecer conciertos gratuitos promocionando su recién publicado álbum.